# Centro médico de Aurora
El Centro Médico de Aurora (en inglés: Medical Center of Aurora) es un hospital que sirve a Aurora (Colorado), y el Área metropolitana de Denver-Aurora-Broomfield en los Estados Unidos con tres campus separados que proporcionan una amplia gama de servicios de atención médica. Fue fundado en 1974; en 2013 empleaba a más de 1200 personas, y forma parte de HealthONE, el sistema de salud más grande en el área metropolitana. Entonces tenía más de 450 médicos y 346 camas.
Las especialidades por las que el Centro Médico de Aurora es el más conocido a nivel local y nacional son el corazón y vascular, servicios quirúrgicos, servicios para la mujer, el cáncer, y las neurociencias, incluidas la médula espinal, el cerebro y los accidentes cerebrovasculares.